# Beli pakao
Beli pakao je 10. epizoda strip serijala Ken Parker. Epizoda je objavljena u Lunov magnus stripu br. 454, koji je izašao u martu 1981. godine u izdanju novosadskog Dnevnika. Epizoda je imala 87 strana i koštala 18 dinara (1,19 DEM; 0,59 $). Naslovnu stranicu je nacrtao Branislav Kerac. Ova epizoda predstavlja jedinstvenu celinu sa prethodnom (LMS-449) i narednom epizodom (LMS-460).

## Originalna epizoda
Ovo je prva epizoda Ken Parkera koju je nacrtao Bruno Maraffa (poznat čitaocima LMS po epizodama stripa Mister No). Scenario je napisao Đankarlo Bernardini. Naslov originalne epizode je bio Bele zemlje (Le terre bianche). Objavljena je premijerno u martu 1978. godine za izdavačku kuću Cepim, Italija. Koštala je 400 lira (0,47 $; 0,94 DEM).

## Kratak sadržaj
Nakon što su se, posle sukoba sa kitom koji im je potopio brod na Beringovom moru (LMS-449), nasukali negde na Aljasci, Ken, Nanuk, kapetan Čejz i Lara (Čejzova supruga) kreću u potragu za civilizacijom.
Glad i zima nisu jedini problemi s kojima moraju da izađu na kraj. Čejzova supruga Lara je potpuno izgubila razum i umrla. Najveći deo epizode, trojka pokušava da uhvati medveda koji bi im omogućio krzno i meso. U međuvremenu, Ken saznaje da je Čejz sve vreme skrivao malu zalihu ljudskog mesa koju nije hteo da podeli sa njima. To dovodi najpre do njihovog verbalnog, a potom i fizičkog obračuna u kome Čejz gubi život. Na kraju Ken i Nanuk uspevaju da ubiju medveda i nailaze na grupu Eskima, koja ih spašava.

## Značaj epizode
U prethodnoj epizodi Ken je na kitolovcu započeo da iznosi socijalistička uverenja o pravednoj raspodeli (princip: svakom jednako), koja nakon spasavanja dobijaju na još većem značaju. Glavni protagonisti rasprave su kapetan Čejz i Ken.
Dok Čejz sve vreme veruje kako mu status kapetana broda daje zapravo da komanduje grupom i na Aljasci, Ken mu objašnjava da društveni statusi u postojećim okolnostima u kojima nema civilizacije ne znače ništa.
Posledica ovakvih Kenovih uverenja jeste da među članovima grupe sve mora da se deli na jednake delove. Ovakva distribucija je neprihvatljiva za Čejza, koji sve vreme potrage za medvedom krije komad ljudskog mesa. Kada Ken to oktriva, nastaje žestoka rasprava koja se završava fizičkim obračunom u kojoj Čejz gine. Argumenti o distribuciji su suštinski libertarijanski naspram socijalističkog, odnosno kolektivističkog. Dok Čejz tvrdi da je meso njegova lična zaliha (privatna svojina), Parker veruje da takav argument u postojećim okolnostima nema nikakvu snagu, te da je svojina zajednička (treba da se raspodeli svima podjednako). Razume se, argument sile je presudan za uspostavljanje sistema distribucije po kojoj ceo kolektiv ima podjednako pravo na svojinu (Ken i Nanuk ubijaju Čejza, što ih ovlašćuje na kolektivno dobro).
Ken i Čejz se takođe sukobljavaju po pitanju kolektivne solidarnosti. Dok Čejz smatra da grupa treba da se oslobodi članova koji verovatno neće preživeti (uključujući tu i sopstvenu suprugu, pa potom i Nanuka koji je oslepeo) i predstavljaju teret daljoj borbi za opstanak, Ken veruje da je svaki pojedinac važan i da kolektiv mora da vodi računa o svima uprkos teškim uslovima u kojima se nalaze.

## Cenzura
Iz ove epizode izbačeno je čak osam stranica. Cenzuirsane su stranice na kojima se vidi da Čejz sve vreme skrivao ljudsko i jeo ljudsko meso, tj. meso sopstvene supruge Laure, koja je prethodno preminula.